# 推理作家ポー 最期の5日間
『推理作家ポー 最期の5日間』（すいりさっかポー さいごのいつかかん、原題: The Raven）は、2012年にアメリカ合衆国で製作されたスリラー映画。19世紀アメリカの作家エドガー・アラン・ポーを主人公にしており、彼の謎めいた最期を題材にしている。日本劇場公開時はR15+指定である。

## ストーリー
1849年、アメリカ合衆国ボルチモア。ある夜、住民からの通報を受けたエメット・フィールズ警視は、現場に急行するとそこでおぞましい光景を目にする。そこには血まみれになった母娘の奇妙な遺体があった。フィールズは遺体の様子や、現場に仕掛けられたバネ細工などから、これがエドガー・アラン・ポーの小説『モルグ街の殺人』を真似た殺人であると断定する。
一方、小説の作者であるポー自身は生活に困窮しており、そんな現実から目を背けるため、今では酒浸りの毎日を送っていた。恋人である上流階級の令嬢エミリーは、そんな彼を献身的に支えるが、彼女の父親であるハミルトン大佐はポーのことをよく思っていなかった。そんなポーに殺人事件の容疑をかけた警察は、彼の身柄を確保する。しかし、その後も次々とポーの小説を真似た殺人事件が起こり、皮肉なことにそれが彼のアリバイを証明するのだった。
自身の作品を汚されたポーは、警察に協力して犯人を追う決意をする。しかし、犯人の魔の手はエミリーにまで近づいていた。

## キャスト
※括弧内は日本語吹替。
- エドガー・アラン・ポー - ジョン・キューザック（山路和弘）
- エメット・フィールズ警視 - ルーク・エヴァンス（宮内敦士）
- エミリー・ハミルトン - アリス・イヴ（佐古真弓）
- ハミルトン大佐 - ブレンダン・グリーソン（石田太郎）
- マドックス編集長 - ケヴィン・マクナリー（辻親八）
- カントレル巡査 - オリヴァー・ジャクソン＝コーエン（堂坂晃三）
- エルダリッジ警部 - ジミー・ユール（佐々木梅治）
- アイヴァン - サム・ヘイゼルダイン（英語版）（咲野俊介）
- ブラッドリー夫人 - パム・フェリス（宮沢きよこ）
- レーガン - ブレンダン・コイル（英語版）（谷昌樹）